# تينو كونتي
تينو كونتي (بالإيطالية: Costantino Conti)‏ مواليد 26 نوفمبر 1945 في إيطاليا، هو دراج إيطالي سابق في صنف سباق الدراجات على الطريق. سبق أن شارك في دورة الألعاب الأولمبية الصيفية.

## سجل النتائج

### المراكز
- حقق المركز الـ 4 في طواف إيطاليا 1974
- حقق المركز الـ 8 في طواف إيطاليا 1975

## روابط خارجية
- تينو كونتي على موقع أرشيف الدراجات (الإنجليزية)
- تينو كونتي على موقع إحصائيات الدراجات الإحترافية (الإنجليزية)
- تينو كونتي على موقع CycleBase (الإنجليزية)
- تينو كونتي على موقع أوليمبيديا (الإنجليزية)